# Frederick Schule
William Frederick "Fred" Schule (Preston, 27 de septiembre de 1879 - Poughkeepsie, 14 de septiembre de 1962) fue un atleta y campeón olímpico de EE. UU..
Estudiante de la Universidad de Míchigan, fue campeón amateur en los 120 metros vallas en 1903. No obstante, llegó a los Juegos Olímpicos de San Luis en 1904 sin favoritismo. En la prueba de los 110 m con obstáculos, la distancia olímpica, pero fácilmente venció al favorito Thaddeus Schideler y se llevó la medalla de oro y el título olímpico en 16s.